# Emine Hatun
Emine Hatun, död 1449, var gemål till den osmanske sultanen Mehmet I (regent 1413-1421) och mor till Murad II (regent 1421–1444 och 1446–1451).
Hon var dotter till Mehmed av Dulkadir och prinsessa av Dulkadir. Giftermålet ägde rum 1403 av diplomatiska skäl. Mycket lite är känt om hennes liv som gift.